# Gaëlle Laura Zambou Kenfack
Gaëlle Laura Zambou Kenfack est une entrepreneuse camerounaise. Elle est connue pour son engagement en faveur du développement économique local et du Made in Cameroun.

## Biographie
Après 10 ans chez BMW en Allemagne en tant que consultante, Gaëlle Laura Kenfack retourne dans son pays, le Cameroun  en fin 2016.  Elle vient avec un rêve: créer une société spécialisée dans la production, la transformation et la distribution de produits locaux. Elle crée donc Kenza Market, à Yaoundé, dans le quartier Biyem-Assi, un projet qui vise à promouvoir les produits locaux camerounais, notamment ceux issus de l'agriculture biologique. L'entrepreneure se base sur :
- Ses dix années d'expérience chez BMW, qui lui ont permis d'acquérir des compétences en gestion et en organisation, essentielles pour lancer et développer son entreprise[4].

- Le souhait et l'envie des jeunes camerounais à produire et à consommer des produits sains et bio[5] issus de leur propre pays[6].
- Le fait de réduire les intermédiaires entre les agriculteurs et les consommateurs, garantissant ainsi des produits de qualité à des prix raisonnables[7]

Elle élargie ses activités en ouvrant un salon de beauté, Kenza Beauty, et en proposant des formations à l'entrepreneuriat.
En 2020, pendant la pandémie de COVID-19, Gaëlle Laura Kenfack s'est formée à la diététique pour offrir des services d'accompagnement diététique, montrant sa capacité à s'adapter aux circonstances.
Kenza Market distribue ses produits à travers le Cameroun, l'Afrique et l'Europe, grâce à un réseau de franchises et de fret aérien.

## Voir Aussi